# Жоффруа де Брионн
Жоффруа де Брионн (также Жоффруа I и Годфрид де Брионн; фр. Godefroi de Brionne; около 953 — около 1015) — граф де Брионн и д’Э (после 996 — около 1015).
Незаконнорождённый сын герцога Нормандии Ричарда I Бесстрашного от неизвестной по имени любовницы, Жоффруа традиционно считается родоначальником англо-нормандского рода Клеров.

## Биография

### Правление

Графство Э в составе Нормандии. XII век
Территория графства Э
Остальная часть герцогства Нормандия

Жоффруа был незаконнорождённым сыном нормандского герцога Ричарда I Бесстрашного. По поводу матери Жоффруа существуют разночтения. По одной версии, ею была Гуннора де Крепон, конкубина герцога Ричарда, на которой он позже женился. В то же время, Дудо Сен-Кантенский, а за ним Роберт де Ториньи и Гильом Жюмьежский, указывали, что Вильгельм и его брат Жоффруа де Брионн были сыновьями Ричарда от неизвестной по имени любовницы.
Точный год рождения Жоффруа неизвестен. Вероятно, он родился около 953 года в нормандском замке Брионн. Гильом Жюмьежский упоминал, что Жоффруа владел графством Э. После того как в 996 году герцогом Нормандии стал Ричард II, единокровный брат Жоффруа, он стал раздавать своим родственникам титулы и владения. Вероятно, именно тогда Жоффруа получил замок Э и титул графа.
Замок Э, располагавшийся на берегу реки Брель в двух милях от Ла-Манша, имел важное стратегическое значение. Новое графство создавалось как пограничная марка, защищавшая Нормандию с северо-востока, со стороны Фландрии и владений пикардийских баронов. Кроме того, именно здесь долгое время начинались экспедиции в Англию.
Также по сообщению Ордерика Виталия, Ричард II подарил брату замок Брионн, который до того был одной из герцогских резиденций.
О дальнейшей биографии Жоффруа ничего не известно. Он умер около 1015 года. Графство Э после смерти Жоффруа перешло к его брату Вильгельму.

### Брак и дети
Имя жены Жоффруа неизвестно. Дети:
- Гилберт де Брионн (979/1000 — около марта 1040), граф де Брионн и граф д’Э.

Согласно «Europäische Stammtafeln», младшим сыном Жоффруа де Брионна был граф Иемуа и Э Вильгельм I. Однако неизвестно, на каких источниках основана эта версия. По традиционной версии, основанной на сообщениях нормандских хронистов, Вильгельм был сыном герцога Ричарда I и, соответственно, не сыном, а братом Жоффруа.